# Johann Jakob Richter

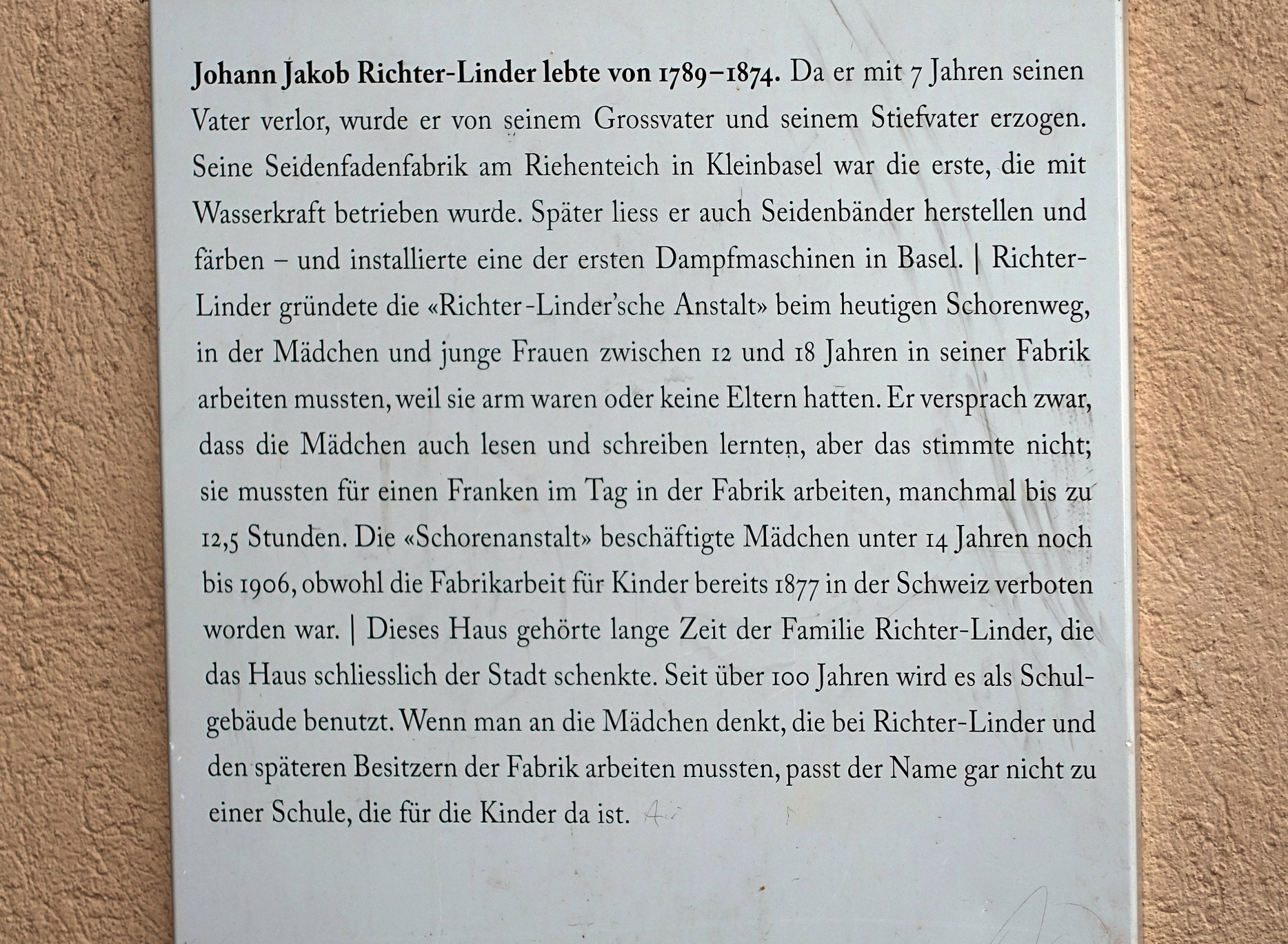
Infotafel, Claragraben 38, Basel

Johann Jakob Richter (* 24. April 1789 in Böckten; † 5. August 1874 in Basel) war ein Schweizer Kaufmann und Unternehmer.

## Leben und Werk
Johann Jakob Richter war der Sohn des Wollwebers und Verlegers Johann Rudolf Richter und der Anna Maria, geborene Wirz. Als sein Vater verstarb, übernahm sein Grossvater die Erziehung des Siebenjährigen.
Nachdem Richter die Ausbildung zum Kaufmann in Aarau abgeschlossen hatte, kehrte er nach Basel zurück und arbeitete in einem Seidenbandgeschäft. 1812 heiratete er Anna Maria, geborene Linder, die eine Tochter des Seidenbandfabrikanten Johann Jakob Linder war. Nach dem Tod des Schwiegervaters 1813 wurde Richter Teilhaber in dessen Geschäft. Er übernahm 1814 als selbstständiger Unternehmer auch die Fabrik in Arlesheim, die er bis 1830 betrieb. 1820 gründete Richter zudem ein Seidenstoffgeschäft und eine Flachsspinnerei in Dornach.
Richter tauschte 1831 die Fabrik in Arlesheim gegen Landschaftsbetriebe und eine Seidenwinderei und -zwirnerei an der Hammerstrasse in Kleinbasel ein. Hier betrieb er zeitweise bis zu 124 Seidenbandwebstühle. Zudem umfasste der Betrieb auch die «Richter-Linder’sche Anstalt», die 1853 in Kleinbasel eröffnet wurde. Diese wurde gebaut für die armengenössigen Baselbieter Kinder, die in den Fabriken arbeiteten. Richter versprach, dass die Kinder in der Anstalt auch lesen und schreiben lernen, doch das stimmte nicht.
Von 1859 bis 1870 gehörte auch das Kloster St. Urban in Pfaffnau zum Familienbetrieb. Hier versuchte Richter eine Seidenraupenzucht aufzubauen. Aufgrund der ungeeigneten klimatischen Bedingungen blieb jedoch der gewünschte Erfolg aus. Richter integrierte 1840 als einer der ersten Dampfmaschinen in seinen Betrieb und gründete eine eigene Seidenbandfärberei. Bei St. Jakob an der Birs übernahm er zudem eine weitere Fabrik in Pacht. Obwohl in der Schweiz die Fabrikarbeit für Kinder bereits 1877 verboten wurde, liess die «Schorenanstalt» in Arlesheim bis 1906 Kinder in seinen Fabriken arbeiten. In den 1870er Jahren musste Richter den Konkurs anmelden.
Richter gehörte zu den Gründern der Basellandschaftlichen Hypothekenbank und hatte zahlreiche städtische und kantonale Ämter inne.